# David Filo

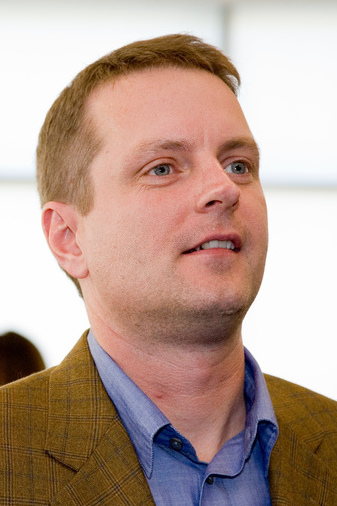
David Filo

David Filo (* 20. April 1966 in Moss Bluff, Louisiana, USA) ist Mitbegründer des Internetverzeichnisses Yahoo und war dessen Vorstand.
Filo erwarb einen Master-Abschluss in Elektrotechnik an der Stanford University.
Er gründete gemeinsam mit Jerry Yang im April 1994 das Internetverzeichnis „Jerry and David’s Guide to the World Wide Web“. Ein Jahr darauf gründeten die beiden die Firma Yahoo, die im April 1996 als eines der ersten reinen Internetunternehmen an die Börse ging. Der Milliardär Filo, der sechs Prozent der Yahoo-Aktien besaß, lebt in San Francisco.